# Museo etnografico dell'Alta Murgia
Il Museo etnografico dell'Alta Murgia è un museo dedicato alle tradizioni culturali e sociali dell'Alta Murgia tra la fine del XIX e la prima metà del XX secolo, ede è situato ad Altamura, in Puglia.

## Storia
Nel 1980 venne fondato dall'archeologo, contadino e collezionista locale Pietro Locapo il Museo della civiltà rurale. Il museo, allestito in due locali di un palazzo cittadino, raccoglieva circa 1000 oggetti, appartenenti allo stesso Locapo, che richiamavano la vita contadina e i mestieri artigianali, in particolare la pastorizia, la raccolta dei cereali e la coltivazione delle viti.
Nel 1986 l'archeologo diede in dono al comune di Altamura la collezione. Il museo diventò patrimonio collettivo e venne trasferito nel convento di Santa Teresa, ex carcere della città, dove la raccolta rimase inutilizzata e incustodita per alcuni anni.

Nel 1992 venne avviato un lavoro di restauro e catalogazione degli oggetti, grazie anche al contributo dello stesso Pietro Locapo.

Il 6 marzo 2010 il museo è stato riaperto al pubblico e alla vecchia raccolta di utensili ne sono stati aggiunti altri, per un totale di circa 1200 reperti.

## Attività espositiva
La collezione, distribuita per mezzo di pannelli didattici e vecchie foto nei locali del museo, è suddivisa in 4 sezioni: la prima dedicata a mezzi agricoli come aratri di legno, vomeri, zappe, vanghe, rastrelli e forconi; la seconda presenta alcuni attrezzi utili alla cerealicoltura come falci di diverse misure, forche, pali, setacci, ecc.; la terza richiama e illustra la vita dei pastori nello jazzo; la quarta e ultima sezione segue la ricostruzione della vita domestica urbana e degli antichi mestieri cittadini come quello del falegname, del carpentiere e del fabbro.
Una sezione esclusiva è rivolta alla vita e all'attività del vecchio ideatore Pietro Locapo. L'esposizione ricopre alcuni locali e 3 lati del perimetro del vecchio convento di Teresiani.